# Kalte Pastritz
Die Kalte Pastritz (tschechisch Chladná Bystřice) ist ein rechter Zufluss des Chamb in Tschechien und Deutschland.

## Verlauf
Die Chladná Bystřice entspringt am südlichen Fuße des Čerchov (Schwarzkopf, 1042 m n.m.) im Oberpfälzer Wald. Ihre Quelle befindet sich östlich der Dlouhá skála (Langer Fels, 969 m n.m.) im Landschaftsschutzgebiet (CHKO) Český les.
Der Oberlauf der Chladná Bystřice führt zunächst in östlicher, dann südöstlicher Richtung zwischen dem Hochberg (957 m n.m.) und dem Smrčí (Fichtenfels, 935 m n.m.) durch das Waldgebiet Čerchovský les. In der Wüstung Zámeček (Obere Fichtenbacher Hütte) wird der Bach in einem namenlosen Teich gestaut. Danach fließt er durch das Tal Amerika und die Wüstung Bystřice (Fichtenbach). Bei der Wüstung Pustý Mlýn (Berzelmühle) erreicht die Chladná Bystřice die tschechisch-deutsche Grenze und fließt auf deutsches Gebiet. Ihr weiterer Lauf führt in südlicher Richtung an Hammerschmiede, Schafberg, Voithenberg, Voithenberghütte und Äpflet vorbei nach Furth im Wald, wo die Kalte Pastritz am Bahnhof Furth im Wald von der Bahnstrecke Plzeň–Furth im Wald überbrückt wird. Der Unterlauf des Baches verläuft westlich an der Innenstadt von Furth im Wald vorbei. Nach knapp elf Kilometern mündet die Kalte Pastritz südlich des Stadtzentrums von Furth im Wald in den Chamb.
Der tschechische Anteil des Bachlaufes verläuft auf seiner gesamten Länge von 6,2 Kilometern durch den Naturpark Český les; das Einzugsgebiet der Chladná Bystřice umfasst in Tschechien 13,959 km². In Deutschland hat der Bach eine Länge von fünf Kilometern.

## Geschichte
Bis zum 18. Jahrhundert gehörte das gesamte Tal der Kalten Pastritz zum Kurfürstentum Bayern. Nach dem Spanischen Erbfolgekrieg wurde der obere unbesiedelte Teil des Tals 1707 an das Königreich Böhmen abgetreten. Seit 1710 ist in den Wäldern eine Glashütte nachweisbar. Später entstand am Oberlauf der Kalten Pastritz etwa einen Kilometer oberhalb der Fichtenbacher Hütte, die nach ihrem Besitzer auch Fuchshütte genannt wurde, mit der Oberen Fichtenbacher Hütte eine zweite Glashütte. In der Mitte des 19. Jahrhunderts ließ Philipp Graf Kinsky entlang der Kalten Pastritz zahlreiche Schleif- und Polierwerke anlegen. Aus den Glasmacherkolonien an der Unteren Fichtenbacher Hütte entwickelte sich damals das Dorf Fichtenbach. 1934 wurde die Glasfabrikation in Fichtenbach endgültig eingestellt.
Nach der Errichtung des Eisernen Vorhangs lag die Ortschaft Bystřice im Sperrgebiet und wurde geräumt. Im Winter 1955/56 wurde Bystřice dem Erdboden gleichgemacht. Der tschechische Teil des Tales ist seitdem unbesiedelt.